# Rhipsalis floccosa subsp. tucumanensis
A Rhipsalis floccosa subsp. tucumanensis egy epifita kaktusz, az alapfaj Andok területén elterjedt formája.

## Jellemzői
Fiatalom bársonyos, idősen kopasz hajtású lecsüngő növény, gazdagon elágazó, hajtásai 4,4–10 mm átmérőjűek, sötétzöldek, az areolák környékén vörösen színezett, idősen bordázottá válik. Areolái fehéren gyapjasak. Virágai magánosak, 15–18 mm átmérőjűek, rózsás-fehérestől sárgásfehérig változhat színe, szirmai kívülről rózsaszínűek, bibéje fehér, 4-5 lobusra oszlik, pelyhes. Termése a leírások alapján vörösen pettyegett fehér bogyó, azonban gyakrabban vörös vagy rózsaszínű, 8–10 mm széles.

## Elterjedése
Keleti-Andok, Peru: Junin állam, Bolívia: La Paz, Santa Cruz, Tarija államok, Argentína: Jujuy, Salta, Tucaman, Catamarca államok. Epifitikus 700–1750 m tengerszint feletti magasságban.